# Dominic Baumann
Dominic Baumann (* 24. April 1995 in Wermsdorf) ist ein deutscher Fußballspieler. Der Stürmer steht seit Juli 2025 beim Drittligisten 1. FC Saarbrücken unter Vertrag.

## Karriere
Baumann spielte für den FSV Blau-Weiß Wermsdorf und für den FC Sachsen Leipzig, bevor er 2007 zu Dynamo Dresden wechselte. Bis zur Saison 2013/14 wurde er in den Jugendteams eingesetzt. In seiner letzten Saison in der A-Jugend erzielte er 16 Tore und wurde damit sechstbester Torschütze der A-Jugend-Bundesliga Nord. Zur Saison 2014/15 wurde er in den Dresdner Profikader übernommen. Er wurde auf Anhieb Stammspieler in der Dritten Liga. Im August 2014 lehnte Dynamo einen Wechsel Baumanns zum 1. FC Nürnberg ab.
Ein knappes Jahr später, Anfang Juni 2015 bestätigte Martin Bader, Sportvorstand beim 1. FC Nürnberg, den ablösefreien Wechsel des Stürmers zur Saison 2015/16 zum neunmaligen Deutschen Meister, für den er zunächst nur in der Regionalliga Bayern zum Einsatz kam. In der Endphase der Saison 2016/17 kam er dann doch zu vier Einsätzen in der ersten Mannschaft. Zur Saison 2017/18 schloss er sich dem Drittligisten Würzburger Kickers an und unterschrieb einen Vertrag bis 2019. Er wurde dort sofort Stammspieler und kam in seiner ersten Saison bei den Würzburger Kickers auf 35 Drittliga-Einsätze, in denen er zehn Tore erzielte.
Im Januar 2019 verlängerte Baumann seinen Vertrag in Würzburg bis 2021. In der Drittliga-Saison 2019/20, in der Baumann vier Tore in 26 Spielen erzielte, gelang ihm mit den Würzburger Kickers der Aufstieg in die 2. Bundesliga.
Nach dem Abstieg seines Vereins am Ende der Saison 2020/21 in die 3. Liga schloss er sich im Sommer 2021 dem Ligakonkurrenten FSV Zwickau an; er unterschrieb dort einen bis 2023 gültigen Vertrag. Hier absolvierte er an den ersten Spieltagen alle möglichen Einsätze und erzielte beim 1:1 gegen den FC Viktoria 1889 Berlin sein erstes Tor für Zwickau. Im September 2021 fiel er für fünf Ligaspiele durch einen Muskelfaserriss aus.
Im Sommer 2023 erfolgte nach dem Abstieg seiner Mannschaft sein Wechsel zum ehemaligen Ligakonkurrenten Hallescher FC. Nach dem Abstieg mit Halle wechselte er im Sommer 2024 zum SV Sandhausen. Nachdem er auch mit Sandhausen abgestiegen ist, wechselte er im Juli 2025 zum 1. FC Saarbrücken.